# Административное деление СССР
Административное деление СССР — деление территории Союза Советских Социалистических Республик в соответствии с его администрированием.
Общая площадь территории Советского Союза по состоянию на август 1991 года составляла 22 400 000 км².

## Общая структура
Статья 70 Конституции СССР 1977 года гласила:

Союз Советских Социалистических Республик — единое союзное многонациональное государство, образованное на основе принципа социалистического федерализма, в результате свободного самоопределения наций и добровольного объединения равноправных Советских Социалистических Республик.
СССР олицетворяет государственное единство советского народа, сплачивает все нации и народности в целях совместного строительства коммунизма.
Таким образом, Советский Союз состоял из Союзных Советских Социалистических Республик, которые, в свою очередь, имели разнообразное административно-территориальное деление.
Крупные республики делились на области. Отдельные республики Союза, а именно Латвийская, Литовская, Эстонская, Молдавская и Армянская ССР по состоянию на 1985 год областного деления не имели.
В состав РСФСР также входили края, а в состав краёв — автономные области. В состав областей и краёв РСФСР также входили национальные округа (впоследствии именовавшиеся автономными округами).
В состав некоторых союзных республик (РСФСР, Украинская ССР, Грузинская ССР, Азербайджанская ССР, Узбекская ССР, Таджикская ССР) входили Автономные Советские Социалистические Республики (АССР) и автономные области.
Все вышеуказанные административно-территориальные единицы делились на районы и города областного, краевого и республиканского подчинения.

## Союзные Советские Социалистические Республики
В состав СССР вошли:
- по Договору об образовании СССР от 30 декабря 1922 года — РСФСР, Украинская ССР, Белорусская ССР, Закавказская Социалистическая Федеративная Советская Республика;
- в 1925 — Узбекская ССР, Туркменская ССР (образованы из Туркестанской АССР, входившей в состав РСФСР, Бухарской ССР и Хорезмской ССР, образованных на территории бывших Хорезмской Народной Советской Республики и Бухарской Народной Советской Республики и не входивших на тот момент в состав СССР);
- в 1929 — Таджикская ССР (образована из Таджикской АССР, входившей в состав Узбекской ССР);
- в 1936 — Казахская ССР, Киргизская ССР (образованы из Казахской АССР и Киргизской АССР, входивших в состав РСФСР); Грузинская ССР, Азербайджанская ССР, Армянская ССР (входили в состав ЗСФСР, упразднённой в этом же году)
- в 1940 — Молдавская ССР (образована из части Молдавской АССР, входившей в состав УССР, и части территории, переданной СССР Румынией), Латвийская ССР, Литовская ССР, Эстонская ССР (бывшие независимые Латвия, Литва и Эстония) и Карело-Финская ССР (образована из Автономной Карельской ССР, входившей в состав РСФСР, и части территории, присоединённой после Советско-финской войны); в состав УССР вошли Аккерманская область (в том же году переименованная в Измаильскую) и Черновицкая область, образованные из части переданной Румынией территории.
- в 1944 — в состав РСФСР вошла Тувинская АО (до этого — независимая Тувинская Народная Республика).
- в 1945 — в состав РСФСР вошла Калининградская область (до этого — часть Восточной Пруссии), а в состав УССР — Закарпатская область, переданная Чехословакией.
- в 1946 — в результате Второй мировой войны в состав РСФСР вошли южная часть острова Сахалин и Курильские острова, ранее принадлежавшие Японии.
- В 1956 году Карело-Финская ССР была упразднена, а её территория вновь включена в состав РСФСР в качестве Карельской АССР.

| В 1956—1991 годах Советский Союз состоял из 15 союзных советских социалистических республик (ССР): | В 1956—1991 годах Советский Союз состоял из 15 союзных советских социалистических республик (ССР): | В 1956—1991 годах Советский Союз состоял из 15 союзных советских социалистических республик (ССР): | В 1956—1991 годах Советский Союз состоял из 15 союзных советских социалистических республик (ССР): | В 1956—1991 годах Советский Союз состоял из 15 союзных советских социалистических республик (ССР): |
| -------------------------------------------------------------------------------------------------- | -------------------------------------------------------------------------------------------------- | -------------------------------------------------------------------------------------------------- | -------------------------------------------------------------------------------------------------- | -------------------------------------------------------------------------------------------------- |
| №                                                                                                  | Флаг                                                                                               | Республика                                                                                         | Столица                                                                                            | |
| 1                                                                                                  | | Азербайджанская ССР                                                                                | Баку                                                                                               | |
| 2                                                                                                  | | Армянская ССР                                                                                      | Ереван                                                                                             | |
| 3                                                                                                  | | Белорусская ССР                                                                                    | Минск                                                                                              | |
| 4                                                                                                  | | Грузинская ССР                                                                                     | Тбилиси                                                                                            | |
| 5                                                                                                  | | Казахская ССР                                                                                      | Алма-Ата                                                                                           | |
| 6                                                                                                  | | Киргизская ССР                                                                                     | Фрунзе                                                                                             | |
| 7                                                                                                  | | Латвийская ССР                                                                                     | Рига                                                                                               | |
| 8                                                                                                  | | Литовская ССР                                                                                      | Вильнюс                                                                                            | |
| 9                                                                                                  | | Молдавская ССР                                                                                     | Кишинёв                                                                                            | |
| 10                                                                                                 | | Российская СФСР                                                                                    | Москва                                                                                             | |
| 11                                                                                                 | | Таджикская ССР                                                                                     | Душанбе (Сталинабад)                                                                               | |
| 12                                                                                                 | | Туркменская ССР                                                                                    | Ашхабад                                                                                            | |
| 13                                                                                                 | | Узбекская ССР                                                                                      | Ташкент                                                                                            | |
| 14                                                                                                 | | Украинская ССР                                                                                     | Киев                                                                                               | |
| 15                                                                                                 | | Эстонская ССР                                                                                      | Таллин                                                                                             | |

### 1926 год
| № | Советская республика      | Площадь (км²) | Население 1926 | Столица   | Состав                                                                                       |
| 1 | Белорусская ССР (БССР)    | 150 000       | 4 983 240      | Минск     | 12 округов                                                                                   |
| 2 | Закавказская СФСР (ЗСФСР) | 186 100       | 5 861 600      | Тбилиси   | 3 союзных республики, 1 договорная республика, 2 автономные республики, 2 автономные области |
| 3 | Российская СФСР (РСФСР)   | 19 946 900    | 100 623 000    | Москва    |                                                                                              |
| 4 | Туркменская ССР (ТурССР)  | 488 100       | 998 000        | Полторацк |                                                                                              |
| 5 | Узбекская ССР (УзССР)     | 425 600       | 5 270 200      | Самарканд | 1 автономная республика                                                                      |
| 6 | Украинская ССР (УССР)     | 452 000       | 29 018 187     | Харьков   | 1 автономная республика, 40 округов                                                          |
|   | Всего                     | 21 648 700    | 147 013 600    | Москва    | 6 республик СССР, 4 республики, 12 автономных республик, 14 автономных областей              |

### 1939 год
| №  | Советская республика | Площадь (км²) | Население 1939 | Столица    | Состав                                                                                       |
| 1  | Азербайджанская ССР  | 86 600        | 3 205 150      | Баку       | 1 автономная республика, 1 автономный округ                                                  |
| 2  | Армянская ССР        | 29 800        | 1 282 338      | Ереван     |                                                                                              |
| 3  | Белорусская ССР      | 150 000       | 5 568 994      | Минск      | 5 областей                                                                                   |
| 4  | Грузинская ССР       | 69 700        | 3 540 023      | Тбилиси    | 2 автономные республики, 1 автономная область                                                |
| 5  | Казахская ССР        | 2 717 300     | 6 151 102      | Алма-Ата   | 11 областей                                                                                  |
| 6  | Киргизская ССР       | 198 500       | 1 458 213      | Фрунзе     | 5 областей                                                                                   |
| 7  | Российская СФСР      | 17 040 000    | 109 397 463    | Москва     | 17 автономных республик, 6 автономных областей, 7 национальных округов, 6 краёв, 35 областей |
| 8  | Таджикская ССР       | 143 100       | 1 484 440      | Сталинабад | 1 автономная область, 4 области                                                              |
| 9  | Туркменская ССР      | 488 100       | 1 251 883      | Ашхабад    | 5 областей                                                                                   |
| 10 | Узбекская ССР        | 447 400       | 6 217 269      | Ташкент    | 1 автономная республика, 5 областей                                                          |
| 11 | Украинская ССР       | 452 000       | 30 946 218     | Киев       | 1 автономная республика, 15 областей                                                         |
|    | Всего                | 21 822 500    | 170 557 093    | Москва     | 11 республик, 20 АССР, 8 автономных областей, 7 национальных округов, 6 краёв, 86 областей   |

### 1966 год
| единица                                      | территория, тыс. км² | население, тыс. чел. | кол-во городов | кол-во пгт | адм. центр       |
| -------------------------------------------- | -------------------- | -------------------- | -------------- | ---------- | ---------------- |
| РСФСР (подробнее)                            | 17 075,4             | 126 561              | 932            | 1786       | Москва           |
| Украинская ССР (подробнее)                   | 601,0                | 45 516               | 370            | 829        | Киев             |
| Белорусская ССР                              | 207,6                | 8633                 | 74             | 126        | Минск            |
| * в том числе Брестская область              | 32,3                 | 1236                 | 12             | 17         | Брест            |
| * в том числе Витебская область              | 40,1                 | 1339                 | 15             | 26         | Витебск          |
| * в том числе Гомельская область             | 40,4                 | 1483                 | 10             | 24         | Гомель           |
| * в том числе Гродненская область            | 25,0                 | 1101                 | 9              | 23         | Гродно           |
| * в том числе Минская область                | 40,8                 | 2260                 | 15             | 26         | Минск            |
| * в том числе Могилёвская область            | 29,0                 | 1214                 | 13             | 10         | Могилёв          |
| Узбекская ССР                                | 449,6                | 10 581               | 37             | 78         | Ташкент          |
| * в том числе Андижанская область            | 8,9                  | 1632                 | 3              | 8          | Андижан          |
| * в том числе Бухарская область              | 143,2                | 785                  | 3              | 7          | Бухара           |
| * в том числе Кашкадарьинская область        | 28,4                 | 674                  | 2              | 4          | Карши            |
| * в том числе Самаркандская область          | 29,2                 | 1314                 | 2              | 10         | Самарканд        |
| * в том числе Сурхандарьинская область       | 20,8                 | 562                  | 2              | 7          | Термез           |
| * в том числе Сырдарьинская область          | 23,1                 | 670                  | 3              | 6          | Гулистан         |
| * в том числе Ташкентская область            | 15,6                 | 2576                 | 8              | 17         | Ташкент          |
| * в том числе Ферганская область             | 10,3                 | 1266                 | 4              | 11         | Фергана          |
| * в том числе Хорезмская область             | 4,5                  | 483                  | 2              | 1          | Ургенч           |
| * в том числе Каракалпакская АССР            | 165,6                | 619                  | 8              | 7          | Нукус            |
| Казахская ССР                                | 2717,3               | 12 129               | 62             | 165        | Алма-Ата         |
| * в том числе Актюбинская область            | 299,8                | 532                  | 4              | 7          | Актюбинск        |
| * в том числе Алма-Атинская область          | 223,2                | 1875                 | 7              | 18         | Алма-Ата         |
| * в том числе Восточно-Казахстанская область | 97,3                 | 846                  | 6              | 14         | Усть-Каменогорск |
| * в том числе Гурьевская область             | 278,6                | 385                  | 3              | 19         | Гурьев           |
| * в том числе Джамбульская область           | 144,6                | 716                  | 3              | 11         | Джамбул          |
| * в том числе Карагандинская область         | 398,8                | 1488                 | 10             | 33         | Караганда        |
| * в том числе Кызыл-Ординская область        | 220,5                | 410                  | 3              | 7          | Кзыл-Орда        |
| * в том числе Кокчетавская область           | 78,1                 | 621                  | 4              | 6          | Кокчетав         |
| * в том числе Кустанайская область           | 195,9                | 985                  | 4              | 10         | Кустанай         |
| * в том числе Павлодарская область           | 127,5                | 656                  | 3              | 9          | Павлодар         |
| * в том числе Северо-Казахстанская область   | 44,3                 | 562                  | 1              | 3          | Петропавловск    |
| * в том числе Семипалатинская область        | 179,6                | 663                  | 3              | 9          | Семипалатинск    |
| * в том числе Уральская область              | 151,2                | 492                  | 1              | 1          | Уральск          |
| * в том числе Целиноградская область         | 155,1                | 895                  | 7              | 14         | Целиноград       |
| * в том числе Чимкентская область            | 120,6                | 1003                 | 5              | 6          | Чимкент          |
| Грузинская ССР                               | 69,7                 | 4548                 | 45             | 54         | Тбилиси          |
| * в том числе Абхазская АССР                 | 8,6                  | 462                  | 6              | 2          | Сухуми           |
| * в том числе Аджарская АССР                 | 3,0                  | 294                  | 2              | 4          | Батуми           |
| * в том числе Юго-Осетинская АО              | 3,9                  | 102                  |                |            | Цхинвали         |
| Азербайджанская ССР                          | 86,6                 | 4660                 | 45             | 116        | Баку             |
| * в том числе Нахичеванская АССР             | 5,5                  | 182                  | 3              | 3          | Нахичевань       |
| * в том числе Нагорно-Карабахская АО         | 4,4                  | 146                  |                |            | Степанакерт      |
| Литовская ССР                                | 65,2                 | 2986                 | 91             | 23         | Вильнюс          |
| Молдавская ССР                               | 33,7                 | 3368                 | 20             | 29         | Кишинёв          |
| Латвийская ССР                               | 63,7                 | 2262                 | 54             | 35         | Рига             |
| Киргизская ССР                               | 198,5                | 2652                 | 15             | 32         | Фрунзе           |
| Таджикская ССР                               | 143,1                | 2579                 | 17             | 30         | Душанбе          |
| * в том числе Горно-Бадахшанская АО          | 63,7                 | 91                   |                |            | Хорог            |
| Армянская ССР                                | 29,8                 | 2194                 | 23             | 27         | Ереван           |
| Туркменская ССР                              | 488,1                | 1914                 | 14             | 64         | Ашхабад          |
| Эстонская ССР                                | 45,1                 | 1285                 | 33             | 24         | Таллин           |
| СССР                                         | 22 402,2             | 231 868              | 1832           | 3418       | Москва           |

### 1960—1980-е (кроме РСФСР)
- 1967
  - 18 декабря восстановлена Наманганская область Узбекской ССР из частей Ферганской и Андижанской областей,
  - 23 декабря восстановлена Талды-Курганская область Казахской ССР из Алма-Атинской области,
- 1970
  - 23 ноября в составе Казахской ССР образована Тургайская область (центр — Аркалык) из частей Кустанайской и Целиноградской областей,
  - 11 декабря в составе Киргизской ССР образована Нарынская область из районов республиканского подчинения (из районов бывшей Тянь-Шаньской области, 1932—1962 годов) и восстановлена Иссык-Кульская область (центр — Пржевальск) из районов республиканского подчинения,
  - 14 декабря восстановлены три области Туркменской ССР: Марыйская область, Ташаузская область и Чарджоуская область,
  - 23 декабря восстановлена Ленинабадская область Таджикской ССР,
- 1971 в состав Чимкентской области Казахской ССР вошли три района Сырдарьинской области Узбекской ССР,
- 1973
  - 20 марта в составе Казахской ССР образовано две области: Джезказганская область (из частей Карагандинской) и Мангышлакская область (центр — Шевченко, из частей Гурьевской области),
  - 27 декабря восстановлены две области Туркменской ССР: Ашхабадская область и Красноводская область из районов республиканского подчинения,
  - 29 декабря образована Джизакская область Узбекской ССР (центр — Джизак) из частей Самаркандской и Сырдарьинской областей, восстановлена Кулябская область Таджикской ССР из районов республиканского подчинения,
- 1977 восстановлена Курган-Тюбинская область Таджикской ССР из районов республиканского подчинения,
- 1980
  - 3 сентября в составе Киргизской ССР восстановлена Таласская область,
- 1982
  - 20 апреля в составе Узбекской ССР образована Навоийская область (центр — Навои) из частей Бухарской области,

- 1988 — ликвидированы некоторые области союзных республик Средней Азии
  - июнь: ликвидированы Мангышлакская область Казахской ССР (в Гурьевскую), Тургайская область (в Целиноградскую и Кустанайскую),
  - август: ликвидированы Ашхабадская область и Красноводская область Туркменской ССР,
  - сентябрь: ликвидированы Джизакская область Узбекской ССР (в Сырдарьинскую, новый центр вместо Гулистана — Джизак), Навоийская область (в Самаркандскую); Кулябская область, Курган-Тюбинская область и город Нурек превращены в новую — Хатлонскую область Таджикской ССР,
  - 5 октября: ликвидированы Таласская область Киргизской ССР (Токтогульский район и город Кара-Куль перешли в Ошскую область, другие районы — непосредственно в республиканское подчинение), Нарынская область (разделена между Ошской и Иссык-Кульской областями Киргизской ССР),
- 1989: пять районов Самаркандской области Узбекской ССР и город Навои переданы в состав Бухарской области,
- 1990 — восстановление некоторых отменённых в 1988 году областей
  - март: восстановлена Джизакская область (новый центр Сырдарьинской области — город Гулистан),
  - август: восстановлена Тургайская область Казахской ССР, Кулябская область и Курган-Тюбинская область Таджикской ССР.

### 1989 год
| единица                                      | территория, тыс. км² | население, тыс. чел. | кол-во городов | кол-во пгт | адм. центр       |
| -------------------------------------------- | -------------------- | -------------------- | -------------- | ---------- | ---------------- |
| РСФСР (подробнее)                            | 17 075,4             | 147 386              | 932            | 1786       | Москва           |
| Украинская ССР (подробнее)                   | 601,0                | 51 704               | 370            | 829        | Киев             |
| Белорусская ССР                              | 207,6                | 10 200               | 74             | 126        | Минск            |
| * в том числе Брестская область              | 32,3                 | 1458                 | 12             | 17         | Брест            |
| * в том числе Витебская область              | 40,1                 | 1413                 | 15             | 26         | Витебск          |
| * в том числе Гомельская область             | 40,4                 | 1674                 | 10             | 24         | Гомель           |
| * в том числе Гродненская область            | 25,0                 | 1171                 | 9              | 23         | Гродно           |
| * в том числе Минская область                | 40,8                 | 3199                 | 15             | 26         | Минск            |
| * в том числе Могилёвская область            | 29,0                 | 1285                 | 13             | 10         | Могилёв          |
| Узбекская ССР                                | 447,4                | 19 906               | 37             | 78         | Ташкент          |
| * в том числе Андижанская область            | 8,9                  | 1728                 | 3              | 8          | Андижан          |
| * в том числе Бухарская область              | 143,2                | 1141                 | 3              | 7          | Бухара           |
| * в том числе Кашкадарьинская область        | 28,4                 | 1594                 | 2              | 4          | Карши            |
| * в том числе Наманганская область           |                      | 1475                 |                |            | Наманган         |
| * в том числе Самаркандская область          |                      | 2778                 |                |            | Самарканд        |
| * в том числе Сурхандарьинская область       | 20,8                 | 1255                 | 2              | 7          | Термез           |
| * в том числе Сырдарьинская область          | 23,1                 | 1316                 | 3              | 6          | Гулистан         |
| * в том числе Ташкентская область            | 15,6                 | 4236                 | 8              | 17         | Ташкент          |
| * в том числе Ферганская область             | 10,3                 | 2153                 | 4              | 11         | Фергана          |
| * в том числе Хорезмская область             | 4,5                  | 1016                 | 2              | 1          | Ургенч           |
| * в том числе Каракалпакская АССР            | 165,6                | 1214                 | 8              | 7          | Нукус            |
| Казахская ССР                                | 2717,3               | 16 538               | 62             | 165        | Алма-Ата         |
| * в том числе Актюбинская область            | 299,8                | 738                  | 4              | 7          | Актюбинск        |
| * в том числе Алма-Атинская область          | 223,2                | 2110                 | 7              | 18         | Алма-Ата         |
| * в том числе Восточно-Казахстанская область | 97,3                 | 934                  | 6              | 14         | Усть-Каменогорск |
| * в том числе Гурьевская область             | 278,6                | 755                  | 3              | 19         | Гурьев           |
| * в том числе Джамбульская область           | 144,6                | 1050                 | 3              | 11         | Джамбул          |
| * в том числе Джезказганская область         |                      | 496                  |                |            | Джезказган       |
| * в том числе Карагандинская область         |                      | 1352                 | 10             | 33         | Караганда        |
| * в том числе Кзыл-Ординская область         | 220,5                | 651                  | 3              | 7          | Кзыл-Орда        |
| * в том числе Кокчетавская область           | 78,1                 | 664                  | 4              | 6          | Кокчетав         |
| * в том числе Кустанайская область           | 195,9                | 1221                 | 4              | 10         | Кустанай         |
| * в том числе Павлодарская область           | 127,5                | 944                  | 3              | 9          | Павлодар         |
| * в том числе Северо-Казахстанская область   | 44,3                 | 600                  | 1              | 3          | Петропавловск    |
| * в том числе Семипалатинская область        | 179,6                | 838                  | 3              | 9          | Семипалатинск    |
| * в том числе Талды-Курганская область       |                      | 721                  |                |            | Талды-Курган     |
| * в том числе Уральская область              | 151,2                | 631                  | 1              | 1          | Уральск          |
| * в том числе Целиноградская область         | 155,1                | 1002                 | 7              | 14         | Целиноград       |
| * в том числе Чимкентская область            | 120,6                | 1831                 | 5              | 6          | Чимкент          |
| Грузинская ССР                               | 69,7                 | 5449                 | 45             | 54         | Тбилиси          |
| * в том числе Абхазская АССР                 | 8,6                  | 537                  | 6              | 2          | Сухуми           |
| * в том числе Аджарская АССР                 | 3,0                  | 393                  | 2              | 4          | Батуми           |
| * в том числе Юго-Осетинская АО              | 3,9                  | 99                   |                |            | Цхинвали         |
| Азербайджанская ССР                          | 86,6                 | 7029                 | 45             | 116        | Баку             |
| * в том числе Нахичеванская АССР             | 5,5                  | 295                  | 3              | 3          | Нахичевань       |
| * в том числе Нагорно-Карабахская АО         | 4,4                  | 188                  |                |            | Степанакерт      |
| Литовская ССР                                | 65,2                 | 3690                 | 91             | 23         | Вильнюс          |
| Молдавская ССР                               | 33,7                 | 4341                 | 20             | 29         | Кишинёв          |
| Латвийская ССР                               | 63,7                 | 2681                 | 54             | 35         | Рига             |
| Киргизская ССР                               | 198,5                | 4291                 | 15             | 32         | Фрунзе           |
| * в том числе Иссык-Кульская область         |                      | 665                  |                |            | Иссык-Куль       |
| * в том числе Ошская область                 |                      | 2010                 |                |            | Ош               |
| Таджикская ССР                               | 143,1                | 5112                 | 17             | 30         | Душанбе          |
| * в том числе Ленинабадская область          |                      | 1559                 |                |            | Ленинабад        |
| * в том числе Хатлонская область             |                      | 1703                 |                |            | Куляб            |
| * в том числе Горно-Бадахшанская АО          | 63,7                 | 161                  |                |            | Хорог            |
| Армянская ССР                                | 29,8                 | 3283                 | 23             | 27         | Ереван           |
| Туркменская ССР                              | 488,1                | 3534                 | 14             | 64         | Ашхабад          |
| * в том числе Марыйская область              |                      | 815                  |                |            | Мары             |
| * в том числе Ташаузская область             |                      | 699                  |                |            | Ташауз           |
| * в том числе Чарджоуская область            |                      | 735                  |                |            | Чарджоу          |
| Эстонская ССР                                | 45,1                 | 1573                 | 33             | 24         | Таллин           |
| СССР                                         | 22 402,2             | 286 717              | 1832           | 3418       | Москва           |

### Изменения 1991 года

#### РСФСР
24 мая 1991 года были приняты изменения к Конституции РСФСР по названиям Автономных Советских Социалистических Республик — из них было убрано слово «автономные» и добавлено «в составе РСФСР».
Несмотря на право сецессии для союзных республик по Конституции СССР 1977 года данные образования не могли выйти из России, так как напрямую указывалось их нахождение в составе РСФСР, конституция которой права выхода не давала. Однако, они готовились войти в состав ССГ. Все республики РСФСР объявили суверенитет, а некоторые — независимость.

#### Украинская ССР
20 января 1991 года в Крымской области состоялся референдум по вопросу воссоздания Крымской АССР, первый плебисцит в истории СССР.
На основании представленных протоколов городских и районных комиссий по референдуму областная (центральная) комиссия сообщала, что число граждан, которые приняли участие в голосовании, — 1 441 019 человек, что составляет 81,37 % от внесённых в списки. Число голосов, поданных за восстановление Крымской Автономной Советской Социалистической Республики как субъекта Союза ССР и участника Союзного договора, составило 1 343 855, или 93,26 % от принявших участие.
12 февраля 1991 года Верховный Совет Украинской ССР принял Закон «О восстановлении Крымской Автономной Советской Социалистической Республики». Согласно данному закону, высшим органом государственной власти на территории Крымской АССР временно (до принятия Конституции Крымской АССР и создания конституционных органов государственной власти) был признан Крымский областной Совет народных депутатов. 22 марта 1991 года Крымский областной Совет народных депутатов был преобразован в Верховный Совет Крымской АССР, и ему было поручено разработать Конституцию Крыма. Через 4 месяца, 19 июня, упоминание о восстановленной автономии было включено в конституцию Украинской ССР 1978 года.

#### Распад СССР
- 6 сентября 1991 года не предусмотренный Конституцией СССР[7] Государственный совет СССР признал независимость Латвии, Литвы и Эстонии. При этом не были проведены процедуры, прописанные в законе СССР от 3 апреля 1990 года «О порядке решения вопросов, связанных с выходом союзной республики из состава СССР».

## Межреспубликанские территориальные передачи
С момента образования СССР по тем или иным причинам некоторые территории передавались из одной союзной республики в состав другой.
УССР → РСФСР:
- август 1924 года: части Шахтинского и Таганрогского округов Донецкой губернии

РСФСР → УССР:
- 1924 год: станица Луганская Донской области
- 16 октября 1925 года: Путивльский уезд (без одной волости) и по одной волости из Грайворонского и Белгородского уездов Курской губернии
- 1 апреля 1926 года: Семёновская волость Гомельской губернии и Троицкая волость Воронежской губернии
- 5 ноября 1944 года: Дарьино-Ермаковский совет Красногвардейского района Ростовской области (Указ Президиума ВС СССР)
- 26 апреля 1954 года: Крымская область (Закон СССР)

РСФСР → БССР:
- март 1924 год: части Витебской, Гомельской и Смоленской губерний[8]
- декабрь 1926 года: половина Гомельской губернии
- 17 ноября 1964 года: часть территории Мзыкинского сельсовета Смоленской области (Указ Президиума ВС СССР)

РСФСР → КазССР:
- 11 ноября 1939 года: Веринский, Надеждинский, Михайловский, Константиновский и Георгиевский сельсоветы Челябинской области (Указ Президиума ВС СССР)
- 19 февраля 1940 года: часть территории Адамовского района и Красноярский сельсовет Чкаловской области (Указ Президиума ВС СССР)

КазССР → РСФСР:
- 11 ноября 1939 года: часть территории Степного района Актюбинской области (Указ Президиума ВС СССР)
- 20 апреля 1956 года: южная часть Джаныбекского района (Указ Президиума ВС СССР)
- 6 декабря 1965 года: часть территории Комсомольского района Кустанайской области (Указ Президиума ВС СССР)

РСФСР ↔ ГССР:
- 12 октября 1943 года: южная часть Карачаевской АО (возвращена 14 марта 1955 года)
- 7 марта 1944 года: южная часть Грозненского округа (возвращена 11 января 1957 года)

КФССР ↔ РСФСР:
- 24 ноября 1944 года: Выборгский, Кексгольмский, Яскинский районы
- 24 февраля 1955 года: посёлок Куолаярви

РСФСР → ЭССР:
- 31 октября 1957 года: деревни Подмогилье и Пердага

ЭССР → РСФСР:
- 23 августа 1944 года: Печорский уезд
- 19 октября 1946 года: территория восточнее реки Нарвы (Указ Президиума ВС СССР)
- 31 октября 1957 года: Печорский железнодорожный узел

ЛатССР → РСФСР:
- 23 августа 1944 года: 1/3 территории Абренского уезда

КазССР → УзССР:
- 13 февраля 1956 года: Бостандыкский район и части земель Голодной степи (Указ Президиума ВС СССР)
- 19 сентября 1963 года: части Чимкентской и Кзыл-Ординской областей

УзССР → КазССР:
- 28 июня 1971 года: Джетысайский, Кировский и Пахтааральский районы Сырдарьинской области

УзССР ↔ ТССР:
- 27 апреля 1936 года: изменения границы в районе совхозов Нишан и Талимарджан (Постановление ЦИК СССР)

УзССР ↔ ТаджССР:
- 8 сентября 1953 года: изменения границы на участках Дальверзинской степи и Аштского района (Указ Президиума ВС СССР)
- 25 февраля 1972 года: ? (Указ Президиума ВС СССР)

УзССР ↔ КирССР:
- 28 января 1972 года: ? (Указ Президиума ВС СССР)